# Orlando Bonarli
Orlando Bonarli (Firenze, ... – 1461) è stato un arcivescovo cattolico italiano, arcivescovo di Firenze dal 1459 al 1461.

## Biografia
Da Uditore della Sacra Rota venne chiamato a ricoprire il ruolo di arcivescovo dopo la scomparsa del grande Antonino Pierozzi. Fu un esperto giurista, ma il suo ministero episcopale fu alquanto breve, per cui non ci sono pervenute notizie di rilievo circa il suo operato.
Ebbe come vicario Messer Cristofano di Santi da Bologna e per procuratore Messer Diotaiuti. Morì nel 1461 senza essere riuscito ad ottenere la tanto ambita porpora cardinalizia.